# Хурадо, Эриберто
Эрибе́рто де Хесу́с Хура́до Фло́рес (исп. Heriberto De Jesús Jurado Flores; родился 3 января 2005) — мексиканский футболист, вингер клуба «Серкль Брюгге».

## Клубная карьера
Воспитанник футбольной академии клуба «Некакса», за которую выступал с 2019 года. 20 октября 2021 года дебютировал в основном составе «Некаксы» в матче Лиги MX (высший дивизион чемпионата Мексики) против «Толуки». 11 марта 2022 года забил свой первый гол за клуб в матче против «Керетаро».

## Карьера в сборной
В 2021 году дебютировал в составе сборной Мексики до 18 лет.